# Chiesa di Santa Maria Assunta (Busca)
La chiesa di Santa Maria Assunta, nota anche come chiesa di Santa Maria Assunta e San Vitale è la parrocchiale di Busca, in provincia di Cuneo e diocesi di Saluzzo; fa parte della zona di Busca, Dronero e Valle Maira.

## Storia
La primitiva chiesa di Busca era in stile gotico e sorse nel XIV secolo contemporaneamente al campanile.
Nella relazione della visita del 1584 si legge che alla chiesa era annesso il cimitero, il quale era ben tenuto.
All'inizio del XVIII secolo nacque l'idea di rifare la parrocchiale e, così, il 19 marzo 1708 il comune affidò ai ragionieri il compito di cercare un ingegnere che redigere il progetto; la scelta cadde dall'ingegner Taricho, che sarebbe stato pagato con 144 lire. L'11 maggio dell'anno dopo, non essendo ancora stato presentato il disegno della costruenda chiesa, il comune esortò l'ingegnere a presentarlo entro breve tempo, ma poi il tutto cadde nell'oblio e non se ne fece nulla.
Solo nel 1717 rinacque l'interesse per la nuova parrocchiale e, così, il 23 marzo di quell'anno il consiglio comunale deliberò che era necessario che l'antica chiesa fosse sostituita da una nuova di maggiori dimensioni e, un mese dopo, l'architetto monregalese Francesco Gallo venne incaricato di redigere il progetto dell'erigendo edificio; il disegno fu consegnato a maggio e nel luglio incominciarono i lavori dell'attuale parrocchiale, anche se la cerimonia ufficiale di posa della prima pietra avvenne il 15 ottobre. La chiesa venne ultimata nel 1728; fu benedetta ed aperta al culto 4 giugno 1729 dal parroco don Giuseppe Francesco Celebrino, mentre la consacrazione venne impartita il 7 giugno successivo dal vescovo Cristoforo Barattà.
Nel 1731 ci si accorse che, durante le nevicate, la neve, cadendo dal tetto della navata sulle coperture delle cappelle laterali, le danneggiava e si decise di sostituirle, ma Francesco Gallo riuscì ad interrompere l'iniziativa; la questione fu risolta nel 1737 con la diminuzione della pendenza del tetto della navata.

Tra il 2 aprile e il 10 maggio 1808 diverse scosse di terremoto colpirono la chiesa e la parte con maggiori danni fu l'abside, che richiese un lavoro immediato perché non crollasse. Tra il 1829 e il 1831 venne edificata la sagrestia e nel 1929 la parrocchiale, che già nel 1902 versava in condizioni non ottimali, fu restaurata e decorata dall'architetto Giuseppe Gallo e dal pittore Giorgio Boasso.
Nel 2012 il soffitto dovete essere restaurato in seguito al cedimento di una capriata.

## Descrizione

### Esterno
La facciata della chiesa, che è in mattone faccia a vista, è divisa in due ordini, entrambi scanditi da lesene e da semicolonne; sopra il portale, rimasto, peraltro, incompleto si apre una finestra caratterizzata dal timpano curvilineo.

### Interno
La pianta della chiesa è a croce greca; l'aula presenta volte a botte, mentre il punto in cui si incrociano la navata e il transetto vi è una volta circolare ribassata.
L'aula termina col presbiterio, rialzato di tre gradini, caratterizzato dalla cupola e ad una volta chiuso dall'abside semicircolare, coperta da una volta a catino e abbellita da affreschi.